# Santa Maria delle Grazie (Mailand)

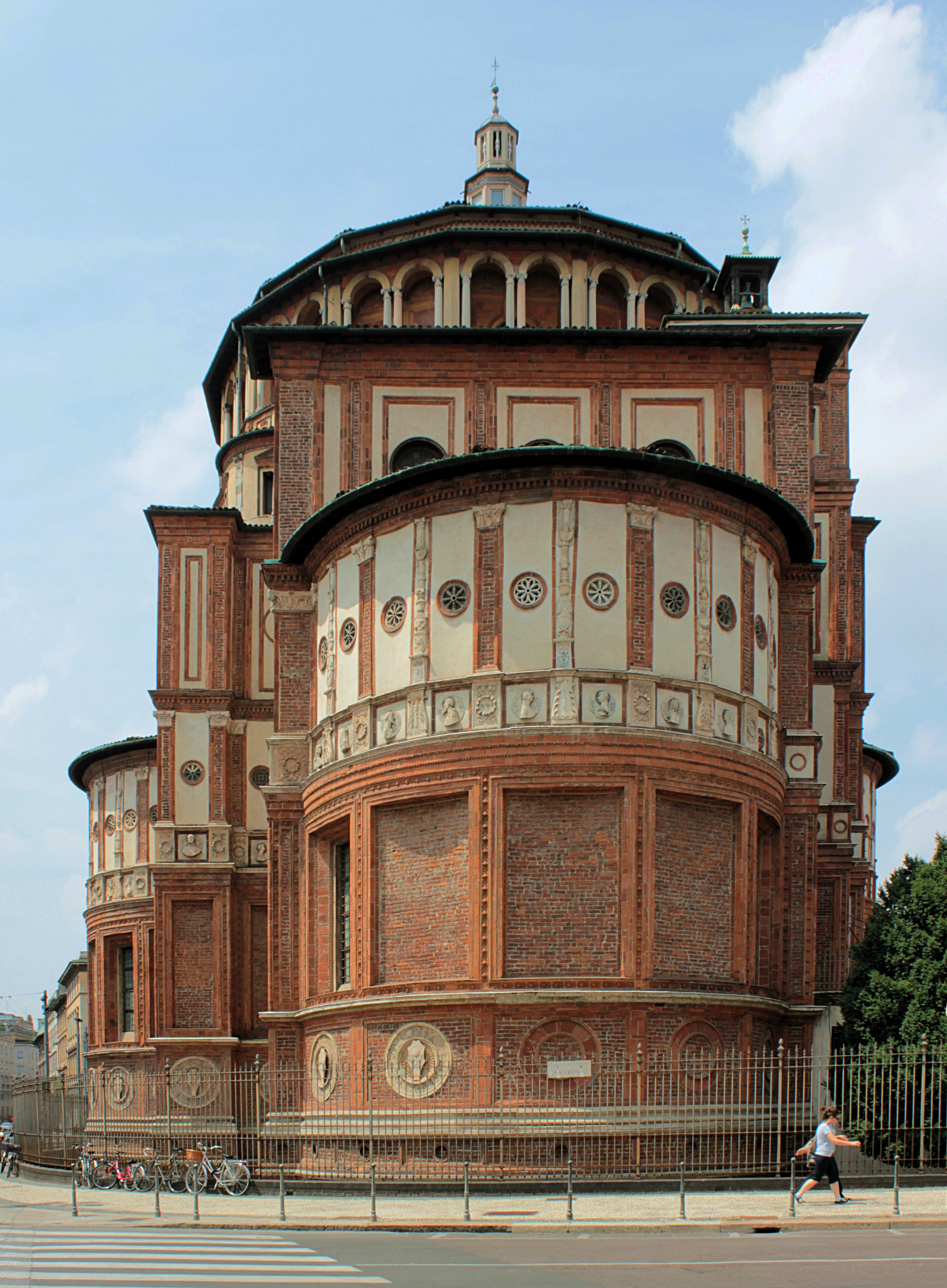
Apsis

Santa Maria delle Grazie ist eine Dominikanerkirche in Mailand. Die seit 1980 auf der Liste des Weltkulturerbe der UNESCO stehende Kirche ist insbesondere dafür berühmt, dass sie Leonardo da Vincis in den Jahren 1494 bis 1498 geschaffene Seccomalerei Das Abendmahl beherbergt, das sich an der Nordwand des Refektoriums (Speisesaal) befindet.

## Geschichte
Vor dem Bau der Kirche befand sich an der Stelle eine kleine Kapelle. Der Herzog von Mailand, Francesco I. Sforza, beauftragte Guiniforte Solari mit dem Bau eines Dominikanerklosters und einer dazugehörigen Kirche. 1469 war das Kloster errichtet, 1490 die Kirche fertiggestellt.  Ludovico Sforza („il moro“), seit 1476 Regent, ab 1494 gekrönter Herzog, beschloss, die Kirche als Begräbnisstätte der Sforzas zu nutzen, und ließ dazu den gerade erst fertiggestellten Chor mit Vierung abreißen, um ihn durch einen monumentaleren Zentralbau im Stil der Renaissance zu ersetzen. 1492 wurde dazu der Grundstein gelegt.
Donato Bramante, dem oft pauschal der gesamte Ostteil zugeschrieben wird, dürfte zumindest für die grundlegenden Pläne und bis zu seinem Weggang nach Rom 1499 für eine gewisse Oberaufsicht verantwortlich gewesen sein, auch wenn detaillierte Quellen dazu fehlen und neuerdings eine Beteiligung von Giovanni Antonio Amadeo, Schwiegersohn des Solari, an der Ausführung sehr wahrscheinlich gemacht wurde. Das gilt vor allem für den kleinteiligen Terrakottaschmuck im lombardischen Geschmack am Außenbau. Die Fertigstellung und Ausschmückung zog sich auch nach dem Sturz Ludovico il Moros noch bis ins zweite Jahrzehnt des 16. Jahrhunderts hin. Doch verzichtete man auf eine Komplettierung des Zentralbaus und ließ das gotische Langhaus Solaris bestehen. Das erste Begräbnis im Chor erfolgte für Ludovicos Frau Beatrice d’Este.

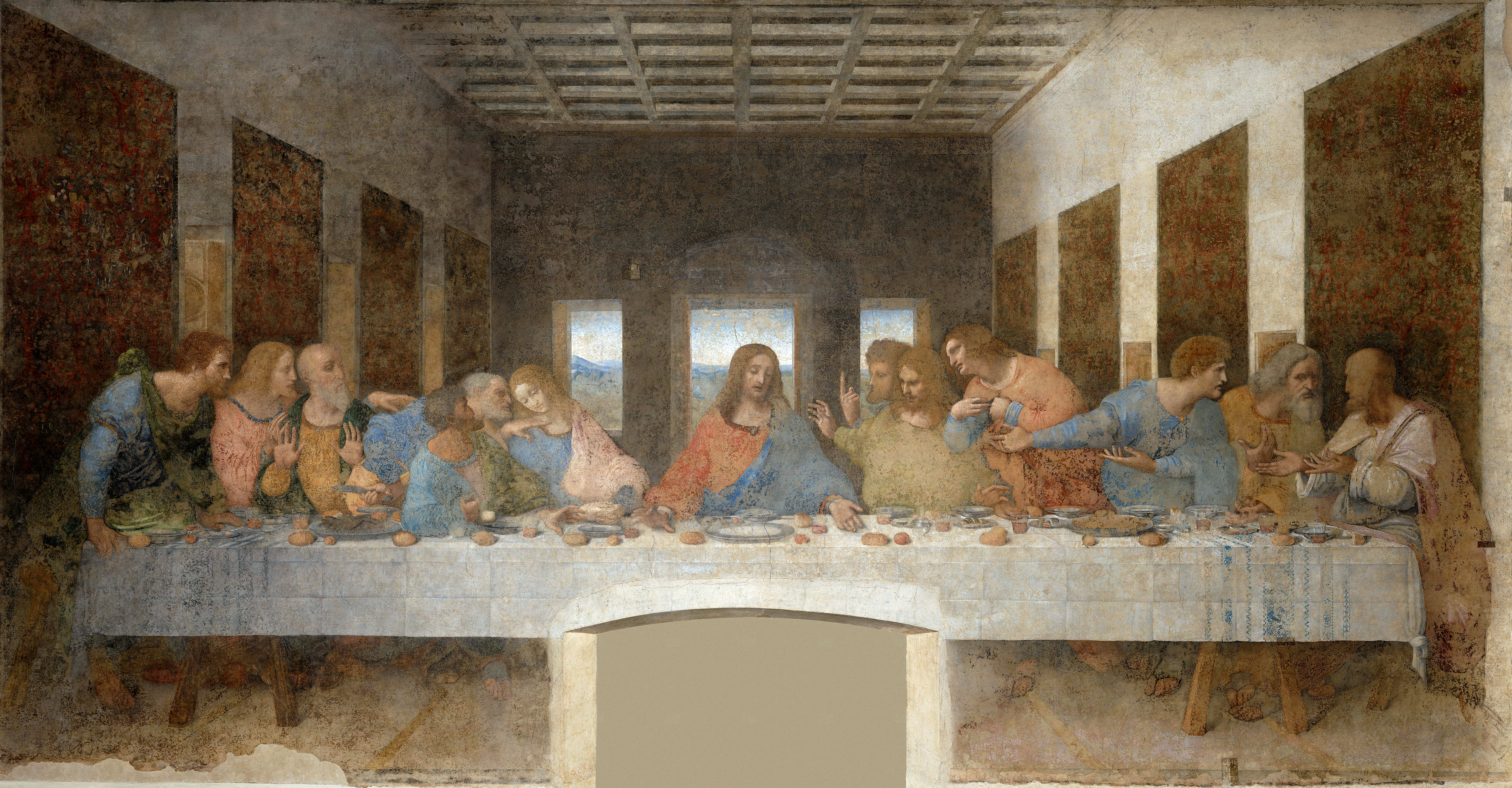
Das Abendmahl von Leonardo da Vinci

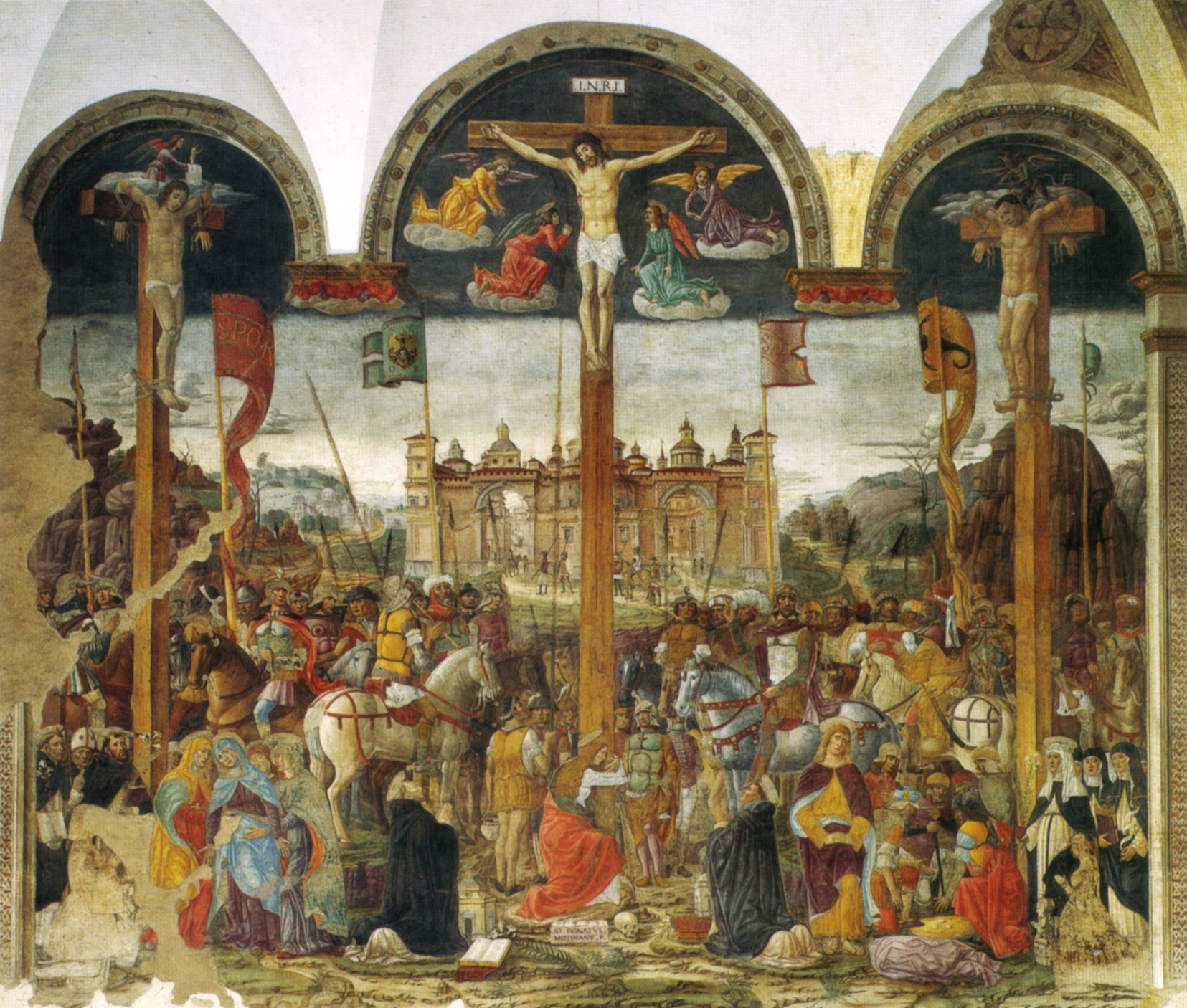
Giovanni Donato Montorfano: Kreuzigung Christi mit Stiftern, 1495 – Das Fresko befindet sich gegenüber Leonardos Abendmahl an der Südwand des Refektoriums.

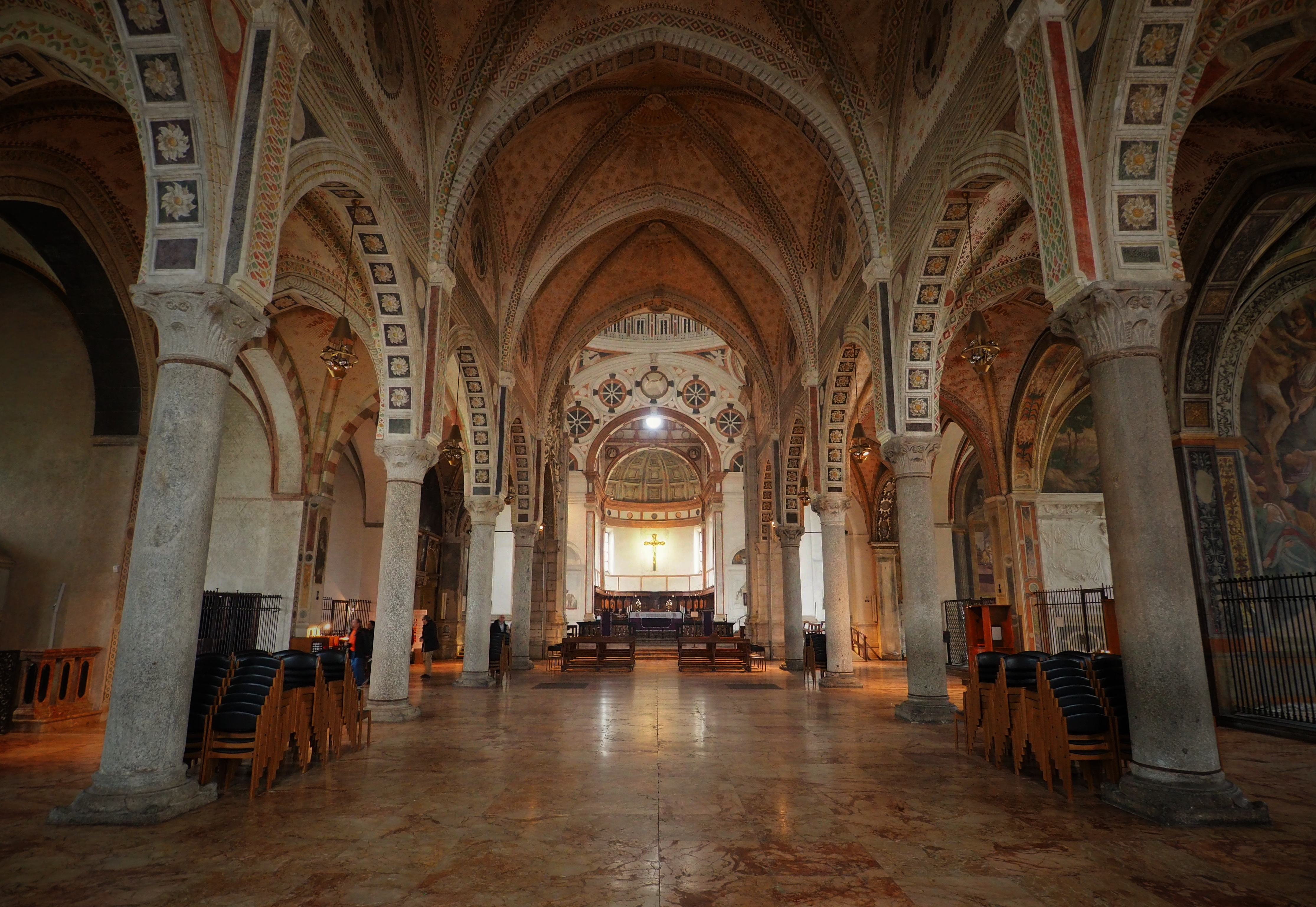
Kirchenschiff

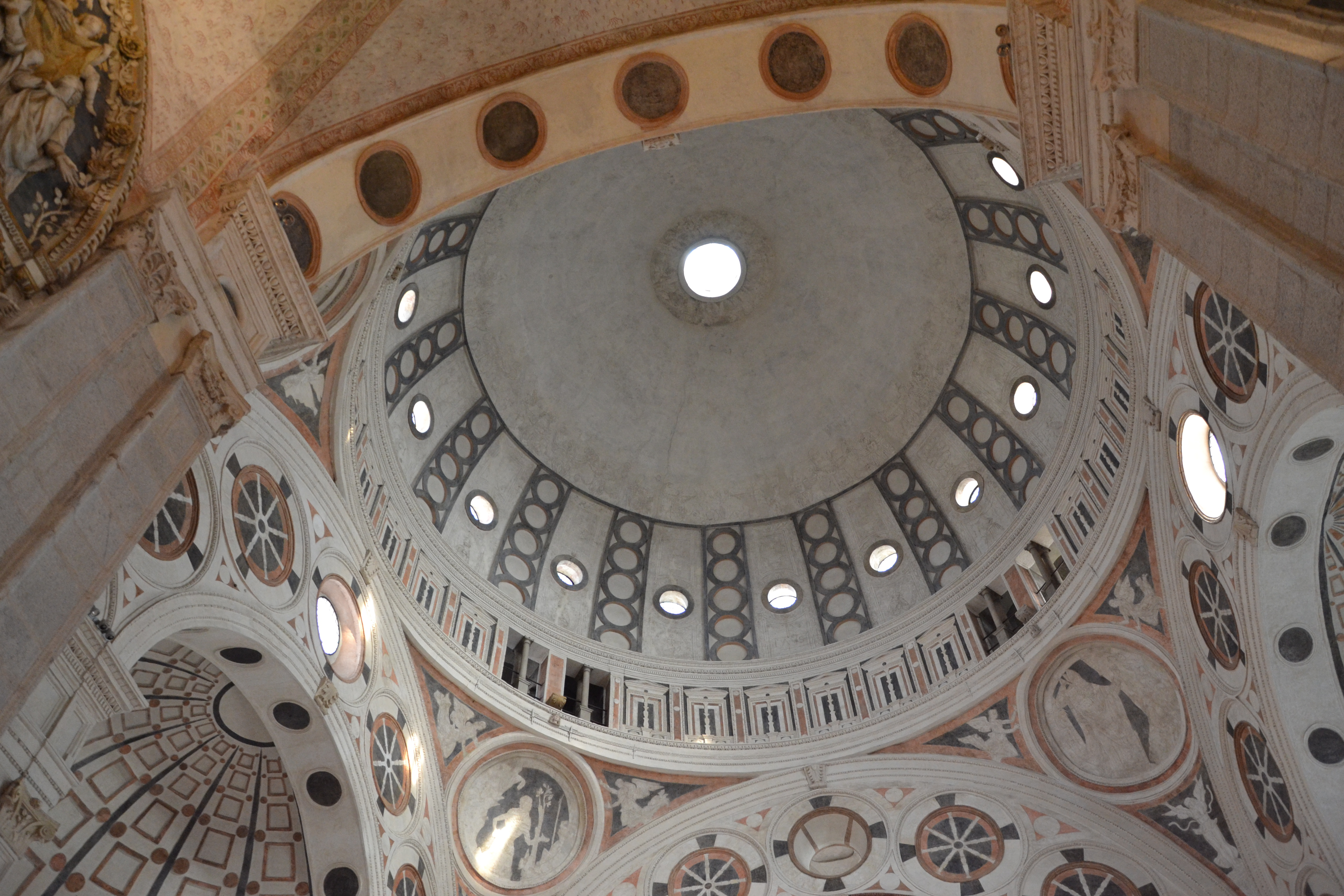
Die Kuppel

Napoleons Besatzungstruppen nutzten das Refektorium zeitweilig als Pferdestall. 1943 überstand das Gemälde Leonardos auf der Nordwand des Refektoriums knapp einen Bombenangriff, der nur die Südwand des Saals zum Einsturz brachte und die Nordwand verschonte.

## Baugestalt

### Gotische Bauphase
Sowohl von außen als auch von innen sind die beiden zeitlich so nah beieinanderliegenden Bauphasen deutlich zu unterscheiden. Das im Stil der lombardischen Backsteingotik breit lagernde Langhaus vom Typ einer Stufenhalle zeigt sich innen mit einer deutlichen Überhöhung des Mittelschiffs, was außen nur eine minimale Dachstufung zur Folge hat und an der Fassade durch einen einheitlichen Giebel in Breite aller drei Schiffe gänzlich verborgen wird.
Die Ausmalung von 1482–1485 ist weitgehend original erhalten, da sie erst in den 1930er Jahren wieder freigelegt wurde.

### Bauphase unter Bramante
Bramantes an Stelle der Vierung positionierter Kubusraum hat die Breite aller drei gotischen Langhausschiffe und wird von zwei seitlichen Konchen und dem Chor umgeben. Darüber erhebt sich die auf einem (außen 16-eckigen) Tambour ruhende Kuppel, „formal eine Steigerung von Brunelleschis Raumidee der Alten Sakristei an S. Lorenzo in Florenz ins Monumentale“. Außen stellt sich diese als flachkegeliger Rundbau dar, der von kleinteiligen Fenster- und Arkadengliederungen unter reichlicher Verwendung von rotgebrannten Terrakotta-Elementen umzogen wird.

## Persönlichkeiten, die in Kirche und Konvent begraben sind
- Peter Ugelheimer (ca. 1445/1450-vor dem 10. Januar 1488), nach Venedig ausgewanderter Frankfurter Kaufmann und Renaissance-Mäzen. Das Grab ist nicht erhalten.
- Beatrice d’Este (29. Juni 1475 – 2. Januar 1497), Herzogin von Mailand. Das Grabmonument befindet sich seit 1564 in der Certosa di Pavia.

## Orgel
Die Orgel wurde 1965 von der Orgelbaufirma Balbiani Vegezzi Bossi (Mailand) erbaut. Das Instrument hat 41 Register auf drei Manualen und Pedal. Die Trakturen sind elektrisch.
| I Positiv C–c4  |        |
| Principalino    | 8′     |
| Flauto Dolce    | 8′     |
| Fugara          | 4′     |
| Flauto Armonico | 4′     |
| Nazardo         | 2 ⁄3′  |
| Flautino        | 2′     |
| Terza           | 1 3⁄5′ |
| Cornetto V      |        |
| Sesquialtera II |        |
| Clarino         | 8′     |
| Tremulant       |        |

| II Hauptwerk C–c4 |       |
| Bordone           | 16′   |
| Bordone           | 8′    |
| Principale        | 8′    |
| Dulciana          | 8′    |
| Unda Maris        | 8′    |
| Ottava            | 4′    |
| Decima quinta     | 2′    |
| Decima nona       | 1 ⁄3′ |
| Vigesima Seconda  | 1′    |
| Ripieno Grave     |       |
| Ripieno Acuto     |       |
| Tromba            | 16′   |
| Tromba            | 8′    |

| III Schwellwerk C–c4 |       |
| Corno Camoscio       | 8′    |
| Viola Gamba          | 8′    |
| Voce Celeste         | 8′    |
| Principalino         | 4′    |
| Quinta               | 2 ⁄3′ |
| Fonino               | 2′    |
| Ripieno Eco          |       |
| Oboe                 | 8′    |
| Tremulant            |       |

| Pedalwerk C–a1  |     |
| Contra Profondo | 32′ |
| Contra Basso    | 16′ |
| Bordone         | 16′ |
| Basso Armonico  | 8′  |
| Bordone         | 8′  |
| Quintante       | 4′  |
| Oboe            | 8′  |
| Contro Fagotto  | 16′ |
| Tromba Armonica | 8′  |
| Chiarina        | 4′  |

- Koppeln: I/II, III/I, III/II, I/P, II/P, III/P, zahlreiche Sub- und Superoktavkoppeln.

## Literarischer Schauplatz
Leo Perutz beschreibt in seinem Roman Der Judas des Leonardo (postum, 1959) in einer fiktionalen Erzählung die Suche Leonardo da Vincis nach einem Modell für den Kopf des Judas zur Vollendung des Wandgemäldes.